# Lijst van studentengezelligheidsverenigingen in Nederland
Onderstaande is een (niet complete) lijst van studentengezelligheidsverenigingen in Nederland. 
Een studentengezelligheidsvereniging is een studentenvereniging die primair een sociale functie vervult. Voor verenigingen met primair een andere functie, zie onder andere:
- Lijst van thematische studentenverenigingen
- Lijst van confessionele studentenverenigingen in Nederland
- Lijst van Nederlandse studentensportverenigingen
- Lijst van hbo-studieverenigingen
- Lijst van Nederlandse universitaire studieverenigingen

## Landelijk
In Nederland bestaan de volgende landelijke koepels van studentengezelligheidsverenigingen:
- Algemene Senaten Vergadering
- Aller Heiligen Convent
- Convenant van Amicalen
- Cultuurrijke Studenten Verenigingen Nederland
- Federatie van Unitates en Bonden
- Intercity Verbond
- Landelijke Kamer van Verenigingen
- Nationaal Agrarisch Verenigingen Overleg
- Trias Libertas
- Zusterlijke Eenheid uit Saamhorigheid

## Alkmaar
| Vereniging | Oprichtingsdatum | Status | Doelgroep/Instituut          | Koepelorganisatie/Netwerk | Ledental | Afbeelding |
| ---------- | ---------------- | ------ | ---------------------------- | ------------------------- | -------- | ---------- |
| Omnivas    | 12 augustus 1992 | Actief | Hogeschool Inholland Alkmaar |                           | 800      |            |

## Almere
| Vereniging            | Oprichtingsdatum  | Status | Doelgroep/Instituut                          | Koepelorganisatie/Netwerk | Ledental | Afbeelding |
| --------------------- | ----------------- | ------ | -------------------------------------------- | ------------------------- | -------- | ---------- |
| ['endzjin] S.V.E.I.A. | 16 augustus 1998  | Actief | Windesheim Flevoland Aeres Hogeschool Almere |                           | 350      |            |
| s.v. Bazinga!         | 19 september 2011 | Actief |                                              |                           |          |            |

## Amersfoort
| Vereniging      | Oprichtingsdatum | Status    | Doelgroep/Instituut | Koepelorganisatie/Netwerk | Ledental | Afbeelding |
| --------------- | ---------------- | --------- | ------------------- | ------------------------- | -------- | ---------- |
| Conventus Comus | 11 mei 2005      | Opgeheven |                     |                           |          |            |
| StuRa           | 2010             | Actief    |                     |                           |          |            |

## Amsterdam
| Vereniging                          | Oprichtingsdatum      | Status    | Doelgroep/Instituut | Koepelorganisatie/Netwerk                                                                                       | Ledental | Afbeelding |
| ----------------------------------- | --------------------- | --------- | --- | --- | -------- | ---------- |
| A.S.C./A.V.S.V.                     | 15 mei 1851 1903 1971 | Actief    | Universitaire en H.B.O.-studenten | Algemene Senaten Vergadering Amsterdamse Kamer van Verenigingen Landelijke Kamer van Verenigingen               | 3300     |            |
| A.S.V. Gay                          | 2010                  | Actief    | LHBTQ+ -studenten | Amsterdamse Kamer van Verenigingen Landelijke Kamer van Verenigingen                                            | 300      |            |
| AEGEE-Amsterdam                     | 26 maart 1986         | Actief    | Universiteit van Amsterdam Hogeschool van Amsterdam Vrije Universiteit Amsterdam                                                                    | Amsterdamse Kamer van Verenigingen Landelijke Kamer van Verenigingen AEGEE-Europe                               | 460      |            |
| SIB                                 | 1947                  | Actief    | Studenten van Vrije Universiteit Amsterdam, Universiteit van Amsterdam en Hogeschool van Amsterdam met affiniteit voor internationale betrekkingen. | Amsterdamse Kamer van Verenigingen Landelijke Kamer van Verenigingen                                            | 210      |            |
| S.A. Comitas                        | 15 november 2002      | Actief    | Hotelschool The Hague campus Amsterdam | |          |            |
| SV Cyclades                         | 1961                  | Actief    | | (Zusterlijke Eenheid uit Saamhorigheid)                                                                         | 150      |            |
| O.D.D. Selène                       | 17 augustus 2016      | Actief    | Universitaire en H.B.O.-studentes | | 50       |            |
| D.E.R.M.                            | 9 januari 1998        | Actief    | Universitaire, H.B.O. en M.B.O.-studenten | | 596      |            |
| L.A.N.X.                            | 4 oktober 1880        | Actief    | Vrije Universiteit Amsterdam | Aller Heiligen Convent Amsterdamse Kamer van Verenigingen Landelijke Kamer van Verenigingen                     | 900      |            |
| Leeuwenburg                         |                       |           | Hogeschool van Amsterdam | |          |            |
| SV Liber                            | 1962                  | Actief    | Vrije Universiteit Amsterdam Universiteit van Amsterdam Hogeschool van Amsterdam                                                                    | Zusterlijke Eenheid uit Saamhorigheid                                                                           | 105      |            |
| S.V.A.A. NoNoMes                    | 18 april 1988         | Actief    | Universiteit van Amsterdam Vrije Universiteit Amsterdam HBO                                                                                         | Amsterdamse Kamer van Verenigingen Landelijke Kamer van Verenigingen                                            | 300      |            |
| Particolarte                        | 26 mei 1989           | Actief    | | | 70       |            |
| Pigmentum                           | 1971                  | Opgeheven | Hogeschool voor Economische Studies | |          |            |
| SSRA                                | 1905                  | Actief    | | Societas Studiosorum Reformatorum Amsterdamse Kamer van Verenigingen Landelijke Kamer van Verenigingen          | 400      |            |
| Unitas Studiosorum Amstelodamensium | 21 februari 1911      | Actief    | | Intercity Federatie van Unitates en Bonden Amsterdamse Kamer van Verenigingen Landelijke Kamer van Verenigingen | 500      |            |

## Arnhem
| Vereniging                             | Opgericht        | Status    | Doelgroep/Instituut                                                                     | Koepelorganisatie/Netwerk                      | Ledental | Afbeelding |
| -------------------------------------- | ---------------- | --------- | --------------------------------------------------------------------------------------- | ---------------------------------------------- | -------- | ---------- |
| Arboricultura                          | 1908             | Actief    | Hogeschool Van Hall Larenstein MBO Velp                                                 | Nationaal Agrarisch Verenigingen Overleg       |          |            |
| S.V. CREAS                             | 23 mei 1990      | Actief    | HAN University of Applied Sciences ArtEZ hogeschool voor de kunsten Van Hall Larenstein | Verenigde Studenten Arnhem                     | 110      |            |
| S.V. Campuscafé Lokaal '99             | 11 november 1999 | Actief    | HAN University of Applied Sciences                                                      | Verenigde Studenten Arnhem                     | 50       |            |
| Quercus                                | 1954             | Actief    | Hogeschool Van Hall Larenstein                                                          | Nationaal Agrarisch Verenigingen Overleg       |          |            |
| Roderick                               | 11 november 1968 | Opgeheven | HAN University of Applied Sciences                                                      |                                                |          |            |
| Trolleystam (Studentenscouting Arnhem) | 22 februari 2022 | Actief    | HAN University of Applied Sciences ArtEZ hogeschool voor de kunsten Van Hall Larenstein | Scouting Nederland Studentenscouting Nederland |          |            |

## Breda
| Vereniging      | Oprichtingsdatum  | Status | Doelgroep/Instituut                                        | Koepelorganisatie/Netwerk | Ledental | Afbeelding |
| --------------- | ----------------- | ------ | ---------------------------------------------------------- | ------------------------- | -------- | ---------- |
| S.V. Maximus    | 22 oktober 2013   | Actief | Avans Hogeschool NHTV internationaal hoger onderwijs Breda |                           | 80       |            |
| SV Phileas Fogg | 26 september 1966 | Actief |                                                            |                           | 350      |            |
| SV Virgo        | 1974              | Actief | Avans Hogeschool                                           |                           | 400      |            |

## Delft
| Vereniging                               | Oprichtingsdatum | Status    | Doelgroep/Instituut                                          | Koepelorganisatie/Netwerk | Ledental | Afbeelding |
| ---------------------------------------- | ---------------- | --------- | ------------------------------------------------------------ | --- | -------- | ---------- |
| AEGEE-Delft                              | 16 december 1986 | Actief    | Technische Universiteit Delft HBO-studenten                  | AEGEE Verenigingsraad Delft | 200      |            |
| Aldgillis                                | 1931             | Actief    | Technische Universiteit Delft                                | Federaasje fan Fryske Studinteferienings                                                                                            |          |            |
| Delftsch Studenten Corps                 | 22 maart 1848    | Actief    | Technische Universiteit Delft                                | Algemene Senaten Vergadering Verenigingsraad Delft Landelijke Kamer van Verenigingen                                                | 2000     |            |
| Delftsche Studenten Bond                 | 30 oktober 1897  | Actief    | Technische Universiteit Delft                                | Federatie van Unitates en Bonden Verenigingsraad Delft Landelijke Kamer van Verenigingen                                            | 400      |            |
| Delftsche Zwervers                       | 11 oktober 1920  | Actief    | Technische Universiteit Delft HBO-studenten                  | Scouting Nederland Studentenscouting Nederland                                                                                      | 46       |            |
| D.S.V. Nieuwe Delft ("De Bolk")          | 27 oktober 1960  | Actief    | Technische Universiteit Delft                                | Zusterlijke Eenheid uit Saamhorigheid                                                                                               | 150      |            |
| D.S.V. Sint Jansbrug                     | 15 oktober 1947  | Actief    | Technische Universiteit Delft HBO-studenten (sinds 1976)     | (Zusterlijke Eenheid uit Saamhorigheid) (DizKoPlaJa) Verenigingsraad Delft Landelijke Kamer van Verenigingen Convenant van Amicalen | 700      |            |
| Outsite                                  | augustus 2002    | Actief    | Technische Universiteit Delft Delftse jongeren               | Verenigingsraad Delft DWH | 400      |            |
| K.S.V. Sanctus Virgilius ("Virgiel")     | 2 maart 1898     | Actief    | Technische Universiteit Delft HBO-studenten (sinds 1978)     | Aller Heiligen Convent Verenigingsraad Delft Landelijke Kamer van Verenigingen                                                      | 2000     |            |
| Menschen Vereeniging Wolbodo ("Wolbodo") | 14 mei 1959      | Actief    | Technische Universiteit Delft                                | (Zusterlijke Eenheid uit Saamhorigheid)                                                                                             |          |            |
| Moeder Delftsche                         | 2011             | Actief    | Belgische studenten aan de Technische Universiteit Delft     | | 100      |            |
| Nobel Blijdorp                           | 1962             | Opgeheven | Technische Universiteit Delft                                | |          |            |
| OJV de Koornbeurs                        | 1912             | Actief    | Technische Universiteit Delft HBO-studenten Delftse jongeren | Societas Studiosorum Reformatorum (tot 1969) Verenigingsraad Delft                                                                  | 230      |            |
| SV Hezarfen                              | 2013             | Actief    | Technische Universiteit Delft                                | | 130      |            |
| SV Nova                                  | 1988             | Actief    | De Haagse Hogeschool Delft                                   | | 700      |            |

## Deventer
| Vereniging                          | Oprichtingsdatum                                 | Status                               | Doelgroep/Instituut                                                                | Koepelorganisatie/Netwerk             | Ledental | Afbeelding |
| ----------------------------------- | ------------------------------------------------ | ------------------------------------ | ---------------------------------------------------------------------------------- | ------------------------------------- | -------- | ---------- |
| Aorta                               |                                                  | Opgeheven                            | Studenten HBO-Verpleegkunde (Rijkshogeschool IJselland / Saxion)                   |                                       |          |            |
| CSV Alpha                           |                                                  | Opgeheven (2008)                     |                                                                                    | CSV Nederland                         |          |            |
| Deventer Studenten Vereniging       | 2010, 22 januari                                 | Opgeheven                            | Saxion Deventer                                                                    |                                       |          |            |
| Jungantur Gaudia Musis              | 1804                                             | Opgeheven (1868)                     | Athenaeum Illustre                                                                 |                                       |          |            |
| Michos                              | 1991                                             | Opgeheven (2009)                     | Studenten van de milieu- en chemieopleidingen (Rijkshogeschool IJselland / Saxion) |                                       |          |            |
| Studentenvereniging Nescio          | 2013, 5 september                                | Actief                               | Alle studenten die wonen of studeren in Deventer en omgeving                       |                                       | 140      |            |
| D.L.V. Nji Sri                      | 1905 (Wageningen), 1912 (verhuisd naar Deventer) | Terugverhuisd (2006) naar Wageningen | Koloniale Landbouwschool                                                           |                                       |          |            |
| Christelijke HBO vereniging PRO DEO | 1992, 18 december                                | Actief                               | Christelijke studenten (oorspr. gereformeerd)                                      | HBOLOOG, CSV Nederland                |          |            |
| HBO-vereniging SAAM                 |                                                  | Opgeheven (2008)                     | Rijkshogeschool IJselland / Saxion Deventer                                        | Zusterlijke Eenheid uit Saamhorigheid |          |            |
| Ceres Vesta                         | 1931                                             | Opgeheven (2005)                     |                                                                                    |                                       |          |            |

## Dronten
| Vereniging | Oprichtingsdatum | Status | Doelgroep/Instituut     | Koepelorganisatie/Netwerk                | Ledental | Afbeelding |
| ---------- | ---------------- | ------ | ----------------------- | ---------------------------------------- | -------- | ---------- |
| USRA       | 27 juni 1958     | Actief | CAH Vilentum Hogeschool | Nationaal Agrarisch Verenigingen Overleg | 1300     |            |

## Eindhoven
| Vereniging                            | Oprichtingsdatum  | Status | Doelgroep/Instituut                                                          | Koepelorganisatie/Netwerk                                          | Ledental | Afbeelding |
| ------------------------------------- | ----------------- | ------ | ---------------------------------------------------------------------------- | ------------------------------------------------------------------ | -------- | ---------- |
| AEGEE-Eindhoven                       | 22 november 1989  | Actief | Technische Universiteit Eindhoven Fontys Hogeschool Design Academy Eindhoven | AEGEE                                                              | 150      |            |
| Atmos                                 | 2021              | Actief | Technische Universiteit Eindhoven                                            |                                                                    | 300      |            |
| B&R Beurs Eindhoven                   | 5 september 2016  | Actief | Technische Universiteit Eindhoven Fontys Hogeschool Design Academy Eindhoven |                                                                    | 180      |            |
| Cosmos                                | 2011              | Actief | Technische Universiteit Eindhoven                                            |                                                                    | 300      |            |
| Compass                               | 2018              | Actief | LHBTQ+ community van de Technische Universiteit Eindhoven                    |                                                                    |          |            |
| E.S.V. Demos                          | 14 maart 1963     | Actief | Technische Universiteit Eindhoven Fontys Hogeschool Design Academy Eindhoven | Federatie van Unitates en Bonden Landelijke Kamer van Verenigingen | 250      |            |
| E.S.T.V. Doppio                       | 18 december 1985  | Actief | Technische Universiteit Eindhoven Fontys Hogeschool                          | V.S.E. Scala                                                       | 150      |            |
| Eindhovens Studenten Corps            | 3 september 1957  | Actief | Technische Universiteit Eindhoven Fontys Hogeschool Design Academy Eindhoven |                                                                    | 350      |            |
| JCES Kinjin                           | 23 december 2003  | Actief | Technische Universiteit Eindhoven Fontys Hogeschool Design Academy Eindhoven | V.S.E. Scala                                                       | 130      |            |
| SA Salaam                             | 2017              | Actief | TU/e                                                                         |                                                                    | 83       |            |
| SSRE                                  | 19 september 1957 | Actief | Technische Universiteit Eindhoven Fontys Hogeschool Design Academy Eindhoven |                                                                    | 300      |            |
| Tuna Ciudad de Luz                    | 1964              | Actief | Technische Universiteit Eindhoven Fontys Hogeschool Design Academy Eindhoven |                                                                    | 25       |            |
| LEDStam (Studentenscouting Eindhoven) | 19 september 2018 | Actief | Technische Universiteit Eindhoven Fontys Hogeschool Design Academy Eindhoven | Scouting Nederland Studentenscouting Nederland                     |          |            |

|}

## Enschede
| Vereniging                            | Oprichtingsdatum                 | Status    | Doelgroep/Instituut           | Koepelorganisatie/Netwerk                      | Ledental | Afbeelding |
| ------------------------------------- | -------------------------------- | --------- | ----------------------------- | ---------------------------------------------- | -------- | ---------- |
| Audentis et Virtutis                  | 1981 1991 1996                   | Actief    | Universiteit Twente en Saxion | Landelijke Kamer van Verenigingen              | 500      |            |
| A.S.V. Taste                          | 30 november 1988                 | Actief    | Universiteit Twente           | Landelijke Kamer van Verenigingen              | 480      |            |
| AEGEE-Enschede                        | 2 april 1987                     | Actief    | Universiteit Twente           | AEGEE                                          | 420      |            |
| Enschedeesch Technisch Corps (E.T.C.) | 5 december 1945                  | Opgeheven | Hogeschool                    |                                                | 100-400  |            |
| C.S.V. Alpha                          | 28 april 1980                    | Actief    | Universiteit Twente en Saxion | Overkoepelend Zuster Overleg Nederland         | 130      |            |
| Textores Magistrique                  | 19 mei 1919 10 oktober 1984 2008 | Opgeheven | Hogeschoolstudenten           |                                                |          |            |
| Radix (Studentenscouting Enschede)    | december 2005                    | Actief    | Universiteit Twente Saxion    | Scouting Nederland Studentenscouting Nederland |          |            |

## 's-Gravenhage
| Vereniging    | Oprichtingsdatum | Status            | Doelgroep/Instituut  | Koepelorganisatie/Netwerk                                                 | Ledental | Afbeelding |
| ------------- | ---------------- | ----------------- | -------------------- | ------------------------------------------------------------------------- | -------- | ---------- |
| HSV           | 2 februari 1929  | Actief            |                      | Residentieel Studenten Overleg Plaatselijke Kamer van Verenigingen Leiden |          |            |
| INTAC         | 1969             | Actief            |                      |                                                                           | 200      |            |
| Pallas Athene | 25 mei 1988      | Opgeheven in 2014 |                      |                                                                           |          |            |
| La Confrérie  | 28 januari 1957  | Actief            | Hotelschool Den Haag |                                                                           | 500      |            |

## Groningen
| Vereniging                        | Oprichtingsdatum | Status               | Doelgroep/Instituut           | Koepelorganisatie/Netwerk                                                                    | Ledental | Afbeelding |
| --------------------------------- | ---------------- | -------------------- | ----------------------------- | -------------------------------------------------------------------------------------------- | -------- | ---------- |
| AEGEE-Groningen                   | 25 oktober 1988  | Actief               | Reislustige studenten         | GIP                                                                                          | 360      |            |
| Albertus Magnus                   | 14 december 1896 | Actief               |                               | Aller Heiligen Convent Contractus Groningen Landelijke Kamer van Verenigingen                | 2400     |            |
| F.F.J. Bernlef                    | 1925             | Actief               | Friese studenten in Groningen | Federaasje fan Fryske Studinteferienings Contractus Groningen                                | 200      |            |
| CAVV                              | 15 Mei 1957      | Actief               | KLM Flight Academy            |                                                                                              |          |            |
| Corps van Leerlingen              | 11 december 1923 | Actief               | Hanzehogeschool Groningen     |                                                                                              |          |            |
| Cleopatra                         | 3 december 1985  | Actief               |                               | Zusterlijke Eenheid uit Saamhorigheid Contractus Groningen Landelijke Kamer van Verenigingen |          |            |
| Dionysos                          | 28 april 1947    | Opgeheven            |                               |                                                                                              | 130      |            |
| A.S.V. Dizkartes                  | 24 augustus 1990 | Actief               |                               | Contractus Groningen Landelijke Kamer van Verenigingen DizKoPlaJa, later Trias Libertas      | 1000     |            |
| Flanor                            | 1985             | Actief               |                               |                                                                                              | 110      |            |
| Fleks                             | 4 februari 2001  | Opgeheven            |                               |                                                                                              | 200      |            |
| C.S.G. Gica                       | 6 oktober 1965   | Actief               | zingende studenten            |                                                                                              | ±60      |            |
| Ganymedes                         | 2008             | Actief               | LGBT-studenten                |                                                                                              | 200      |            |
| Gereformeerde StudentenVereniging | 23 juni 1966     | Actief               | Christelijke studenten        | Contractus Groningen Vereniging van Gereformeerde Studenten-Nederland IFES-Nederland         | 200      |            |
| C.S.V. Ichthus Groningen          |                  | Actief               | Christelijke studenten        | IFES-Nederland V.C.S. Ichthus Landelijk                                                      | 150      |            |
| Martinistam                       | 24 november 1999 | Actief               | Studerende scouts             | Scouting Nederland Studentenscouting Nederland                                               | 80       |            |
| Unitas Studiosorum Groningana     | 21 juni 1996     | Actief               |                               | Contractus Groningen Federatie van Unitates en Bonden Landelijke Kamer van Verenigingen      | 220      |            |
| SIB-Groningen                     | 1947             | Actief               |                               | Studentenvereniging voor Internationale Betrekkingen                                         | 350      |            |
| Vera                              | 14 februari 1899 | Sinds 1986 poppodium |                               | Societas Studiosorum Reformatorum                                                            |          |            |
| Vindicat                          | 4 februari 1815  | Actief               |                               | Algemene Senaten Vergadering Contractus Groningen Landelijke Kamer van Verenigingen          | 2190     |            |

## Haarlem
| Vereniging               | Oprichtingsdatum  | Status | Doelgroep/Instituut          | Koepelorganisatie/Netwerk | Ledental | Afbeelding |
| ------------------------ | ----------------- | ------ | ---------------------------- | ------------------------- | -------- | ---------- |
| SV Novitas               |                   |        | Hogeschool Inholland Haarlem |                           |          |            |
| Carpe Noctem             | 21 september 1998 | Actief |                              |                           |          |            |
| Haerlems Studenten Gildt | 25 januari 1939   | Actief |                              |                           |          |            |

## Heerlen
| Vereniging   | Oprichtingsdatum | Status | Doelgroep/Instituut | Koepelorganisatie/Netwerk | Ledental | Afbeelding |
| ------------ | ---------------- | ------ | ------------------- | ------------------------- | -------- | ---------- |
| Volupia      | 8 september 1978 | Actief | Zuyd Hogeschool     |                           |          |            |
| Woord & Daad | 1932             | Actief | Zuyd Hogeschool     |                           |          |            |

## 's-Hertogenbosch
| Vereniging  | Oprichtingsdatum | Status | Doelgroep/Instituut                 | Koepelorganisatie/Netwerk                | Ledental | Afbeelding |
| ----------- | ---------------- | ------ | ----------------------------------- | ---------------------------------------- | -------- | ---------- |
| Animoso     | 11 Juli 1985     | Actief | Avans Hogeschool Fontys Hogescholen |                                          |          |            |
| Gremio Unio | 24 juni 1967     | Actief | HAS Hogeschool                      | Nationaal Agrarisch Verenigingen Overleg | 450      |            |

## Leeuwarden
| Vereniging                               | Oprichtingsdatum                                  | Status    | Doelgroep/Instituut            | Koepelorganisatie/Netwerk                                               | Ledental | Afbeelding |
| ---------------------------------------- | ------------------------------------------------- | --------- | ------------------------------ | ----------------------------------------------------------------------- | -------- | ---------- |
| Io Vivat Nostrorum Sanitas               | 28 september 1987                                 | Actief    | Stenden Hogeschool             |                                                                         | 200      |            |
| Osiris                                   | 1 januari 1996                                    | Actief    | Hogeschool Van Hall Larenstein | Nationaal Agrarisch Verenigingen Overleg                                |          |            |
| ASVL Sempiternus Vitae Modus Noster      | 15 maart 1990                                     | Actief    | Leeuwarder Studenten           | Inter Bestuurlijk Overlegorgaan Studentenverenigingen Leeuwarden (IBOS) |          |            |
| Trinitas                                 | 7 februari 1969 (Ataraxia) 23 april 1987 (Æquiso) | Opgeheven |                                |                                                                         |          |            |
| Wolwêze                                  | 1978                                              | Actief    |                                | Zusterlijke Eenheid uit Saamhorigheid                                   |          |            |
| Luwt Stam (Studentenscouting Leeuwarden) | 2 september 2020                                  | Actief    | Leeuwarder Studenten           | Scouting Nederland Studentenscouting Nederland                          |          |            |

## Leiden
| Vereniging                             | Oprichtingsdatum              | Status | Doelgroep/Instituut                                 | Koepelorganisatie/Netwerk                                                                   | Ledental | Afbeelding |
| -------------------------------------- | ----------------------------- | ------ | --------------------------------------------------- | ------------------------------------------------------------------------------------------- | -------- | ---------- |
| Augustinus                             | 3 mei 1893                    | Actief | Hogeschool Leiden Universiteit Leiden               | (Aller Heiligen Convent) Intercity PKvV Leiden & LKvV                                       | 2200     |            |
| Catena                                 | 11 februari 1952              | Actief | Hogeschool Leiden ROC Leiden Universiteit Leiden    | (Federatie van Unitates en Bonden) Zusterlijke Eenheid uit Saamhorigheid PKvV Leiden & LKvV | 1000     |            |
| Minerva                                | 1839 / 1900 26 september 1973 | Actief | Hogeschool Leiden Universiteit Leiden               | Algemene Senaten Vergadering PKvV Leiden & LKvV                                             | 2700     |            |
| Quintus                                | 18 januari 1979               | Actief | Hogeschool Leiden Universiteit Leiden               | Aller Heiligen Convent PKvV Leiden & LKvV                                                   | 1400     |            |
| SSR-Leiden                             | 9 februari 1886               | Actief | Hogeschool Leiden Universiteit Leiden               | (Societas Studiosorum Reformatorum) PKvV Leiden & LKvV                                      | 1000     |            |
| AEGEE-Leiden                           | 31 oktober 1985               | Actief | Hogeschool Leiden Universiteit Leiden               | AEGEE PKvV Leiden & LKvV                                                                    | 350      |            |
| DAC                                    | augustus 2014                 | Actief | Hogeschool Leiden Universiteit Leiden               | PKvV Leiden & LKvV                                                                          | 1000     |            |
| SIB-Leiden                             | 30 november 1947              | Actief | Hogeschool Leiden Universiteit Leiden               | SIB-Nederland PKvV Leiden & LKvV                                                            | 400      |            |
| Het Duivelsei                          | 20 april 1994                 | Actief | Hogeschool Leiden Universiteit Leiden               | PKvV Leiden & LKvV                                                                          | 500      |            |
| A.S.V. Prometheus                      | 27 september 1991             | Actief | Hogeschool Leiden Universiteit Leiden               | PKvV Leiden & LKvV                                                                          | 275      |            |
| Sleutelstam (Studentenscouting Leiden) | 1 juni 2017                   | Actief | Universiteit Leiden Hogeschool Leiden MBO studenten | Scouting Nederland Studentenscouting Nederland                                              |          |            |
| GNSV Leiden                            | September 2021                | Actief | Universiteit Leiden, Hogeschool Leiden              | GNSV                                                                                        |          |            |

## Maastricht
| Vereniging | Oprichtingsdatum | Status | Doelgroep/Instituut                | Koepelorganisatie/Netwerk                                                | Ledental | Afbeelding |
| ---------- | ---------------- | ------ | ---------------------------------- | ------------------------------------------------------------------------ | -------- | ---------- |
| Amphitryon | 1951             | Actief | Hotel Management School Maastricht |                                                                          |          |            |
| Circumflex | 10 juni 1971     | Actief |                                    | Aller Heiligen Convent                                                   | 500      |            |
| SV KoKo    | 17 augustus 1976 | Actief |                                    | (Zusterlijke Eenheid uit Saamhorigheid) DizKoPlaJa, later Trias Libertas | 550      |            |
| Tragos     | 1982             | Actief |                                    |                                                                          | 500      |            |

## Nijmegen
| Vereniging         | Oprichtingsdatum | Status | Doelgroep/Instituut                                              | Koepelorganisatie/Netwerk                                                                                       | Ledental | Afbeelding |
| ------------------ | ---------------- | ------ | ---------------------------------------------------------------- | --- | -------- | ---------- |
| AEGEE Nijmegen     | 22 augustus 1986 | Actief | Radboud Universiteit Nijmegen, Hogeschool van Arnhem en Nijmegen | ISON, AEGEE |          |            |
| AIESEC Nijmegen    |                  | Actief | Radboud Universiteit Nijmegen, Hogeschool van Arnhem en Nijmegen | ISON, AIESEC |          |            |
| NSV Carolus Magnus | 26 april 1972    | Actief | Radboud Universiteit Nijmegen, Hogeschool van Arnhem en Nijmegen | Bestuurlijk Overleg Studentenverenigingen Nijmegen, Aller Heiligen Convent, Landelijke Kamer van Verenigingen   | 600      |            |
| ESN Nijmegen       | 14 januari 2018  | Actief | Radboud Universiteit Nijmegen, Hogeschool van Arnhem en Nijmegen | ISON, Erasmus Student Network                                                                                   |          |            |
| ASV Karpe Noktem   | 2004             | Actief | Radboud Universiteit Nijmegen, Hogeschool van Arnhem en Nijmegen | Bestuurlijk Overleg Studentenverenigingen Nijmegen, Cultuur op de Campus, Zusterlijke Eenheid uit Saamhorigheid |          |            |
| NovioMaguStam      | 12 december 2012 | Actief | Radboud Universiteit Nijmegen, Hogeschool van Arnhem en Nijmegen | Studentenscouting Nederland, Scouting Nederland                                                                 |          |            |
| NSBA               | Juni 2023        | Actief | Radboud Universiteit Nijmegen, Hogeschool van Arnhem en Nijmegen | SBAN |          |            |
| NSV Ovum Novum     | 20 mei 1990      | Actief | Radboud Universiteit Nijmegen, Hogeschool van Arnhem en Nijmegen | Bestuurlijk Overleg Studentenverenigingen Nijmegen, Landelijke Kamer van Verenigingen                           | 700      |            |
| sv STURAD          | 1 oktober 1975   | Actief | Hogeschool van Arnhem en Nijmegen                                | |          |            |
| United Netherlands |                  | Actief | Radboud Universiteit Nijmegen, Hogeschool van Arnhem en Nijmegen | ISON |          |            |
| VSA Nijmegen       | 15 augustus 2018 | Actief | Radboud Universiteit Nijmegen, Hogeschool van Arnhem en Nijmegen | VSA Netherlands                                                                                                 | 100      |            |
| GNSV Nijmegen      | Augustus 2023    | Actief | Radboud Universiteit Nijmegen, Hogeschool van Arnhem en Nijmegen | GNSV |          |            |

## Rotterdam
| Vereniging                                                                                     | Oprichtingsdatum                      | Status    | Doelgroep/Instituut | Koepelorganisatie/Netwerk                                                                                                | Ledental | Afbeelding |
| ---------------------------------------------------------------------------------------------- | ------------------------------------- | --------- | --- | --- | -------- | ---------- |
| Rotterdamsch Studenten Corps/Rotterdamsche Vrouwelijke Studenten Vereeniging (R.S.C./R.V.S.V.) | 11 december 1913 1915 1 augustus 2017 | Actief    | Erasmus Universiteit Rotterdam Hogeschool Rotterdam Hogeschool Inholland Rotterdam Willem de Kooning Academie Hogeschool Tio Rotterdam Codarts Thomas More Hogeschool EuroCollege Rotterdam | Algemene Senaten Vergadering Landelijke Kamer van Verenigingen Rotterdamse Kamer van Verenigingen                        | 1530     |            |
| Rotterdamse Studentenvereniging Sanctus Laurentius (R.S.V. Sanctus Laurentius)                 | 7 december 1914                       | Actief    | Erasmus Universiteit Rotterdam Hogeschool Rotterdam Hogeschool Inholland Rotterdam Willem de Kooning Academie Hogeschool Tio Rotterdam Codarts Thomas More Hogeschool EuroCollege Rotterdam | Aller Heiligen Convent Landelijke Kamer van Verenigingen Rotterdamse Kamer van Verenigingen                              | 1200     |            |
| Societas Studiosorum Reformatorum Rotterdam (S.S.R.-Rotterdam)                                 | 1918                                  | Actief    | Erasmus Universiteit Rotterdam Hogeschool Rotterdam Hogeschool Inholland Rotterdam Willem de Kooning Academie Hogeschool Tio Rotterdam Codarts Thomas More Hogeschool EuroCollege Rotterdam | Intercity Verbond Societas Studiosorum Reformatorum Landelijke Kamer van Verenigingen Rotterdamse Kamer van Verenigingen | 850      |            |
| Rotterdamsch Studenten Gezelschap (R.S.G.)                                                     | 1 november 1921                       | Actief    | Erasmus Universiteit Rotterdam Hogeschool Rotterdam Hogeschool Inholland Rotterdam Willem de Kooning Academie Hogeschool Tio Rotterdam Codarts Thomas More Hogeschool EuroCollege Rotterdam | Convenant van Amicalen Landelijke Kamer van Verenigingen Rotterdamse Kamer van Verenigingen                              |          |            |
| Navigators Studentenvereniging Rotterdam (N.S.R.)                                              | 1973                                  | Actief    | Erasmus Universiteit Rotterdam Hogeschool Rotterdam Hogeschool Inholland Rotterdam Willem de Kooning Academie Hogeschool Tio Rotterdam Codarts Thomas More Hogeschool EuroCollege Rotterdam | Navigators Studentenverenigingen Landelijke Kamer van Verenigingen Rotterdamse Kamer van Verenigingen                    | 300      |            |
| Vereniging van Gereformeerde Studenten te Rotterdam (V.G.S.R.)                                 | 1950                                  | Actief    | Erasmus Universiteit Rotterdam Hogeschool Rotterdam Hogeschool Inholland Rotterdam Willem de Kooning Academie Hogeschool Tio Rotterdam Codarts Thomas More Hogeschool EuroCollege Rotterdam | |          |            |
| Studenten Vereniging Rotterdam Gaudium (S.V.R. Gaudium)                                        | 9 februari 1989                       | Opgeheven | Erasmus Universiteit Rotterdam Hogeschool Rotterdam Hogeschool Inholland Rotterdam Willem de Kooning Academie Hogeschool Tio Rotterdam Codarts Thomas More Hogeschool EuroCollege Rotterdam | Landelijke Kamer van Verenigingen Rotterdamse Kamer van Verenigingen                                                     |          |            |

## Terschelling
| Vereniging | Oprichtingsdatum | Status | Doelgroep/Instituut                | Koepelorganisatie/Netwerk | Ledental | Afbeelding |
| ---------- | ---------------- | ------ | ---------------------------------- | ------------------------- | -------- | ---------- |
| WBS        | 30 oktober 1945  | Actief | Maritiem Instituut Willem Barentsz |                           |          |            |

## Tilburg
| Vereniging   | Oprichtingsdatum | Status | Doelgroep/Instituut | Koepelorganisatie/Netwerk                                | Ledental | Afbeelding |
| ------------ | ---------------- | ------ | ------------------- | -------------------------------------------------------- | -------- | ---------- |
| T.S.V. Plato |                  | Actief |                     | DizKoPlaJa, later Trias Libertas                         |          |            |
| Sint Olof    | 8 oktober 1927   | Actief |                     | Aller Heiligen Convent Landelijke Kamer van Verenigingen | 550      |            |
| Totus        |                  | Actief | Avans Hogeschool    |                                                          |          |            |

## Utrecht
| Vereniging                              | Oprichtingsdatum  | Status | Doelgroep/Instituut | Koepelorganisatie/Netwerk | Ledental | Afbeelding |
| --------------------------------------- | ----------------- | ------ | ------------------- | --- | -------- | ---------- |
| B.I.T.O.N.                              | 13 mei 1973       | Actief |                     | Societas Studiosorum Reformatorum Federatie Utrechtse Gezelligheidsverenigingen Zusterlijke Eenheid uit Saamhorigheid                                        | 400      |            |
| SIB                                     | 12 maart 1982     | Actief |                     | Studentenvereniging voor Internationale Betrekkingen | 300      |            |
| S.S.R.-N.U.                             | 31 oktober 1973   | Actief |                     | Societas Studiosorum Reformatorum BroederOverleg Christelijke Studenten Overkoepelend Zuster Overleg Nederland Federatie Utrechtse Gezelligheidsverenigingen | 200      |            |
| U.H.S.V. Anteros                        | 22 juni 2010      | Actief | LGBT studenten      | Vidius | 80       |            |
| UMTC                                    | 1 november 1949   | Actief |                     | Federatie van Unitates en Bonden Federatie Utrechtse Gezelligheidsverenigingen Landelijke Kamer van Verenigingen                                             | 350      |            |
| Unitas Studiosorum Rheno-Traiectina     | 21 november 1911  | Actief |                     | Intercity Federatie van Unitates en Bonden Federatie Utrechtse Gezelligheidsverenigingen Landelijke Kamer van Verenigingen                                   | 1200     |            |
| Utrechtsch Studenten Corps              | 1816              | Actief |                     | Algemene Senaten Vergadering Federatie Utrechtse Gezelligheidsverenigingen Landelijke Kamer van Verenigingen                                                 | 900      |            |
| U.V.S.V./N.V.V.S.U.                     | 1899              | Actief |                     | Algemene Senaten Vergadering Federatie Utrechtse Gezelligheidsverenigingen Landelijke Kamer van Verenigingen                                                 | 1300     |            |
| Veritas                                 | 1889              | Actief |                     | Aller Heiligen Convent Federatie Utrechtse Gezelligheidsverenigingen Landelijke Kamer van Verenigingen                                                       | 1800     |            |
| U.F.O.-Stam (Studentenscouting Utrecht) | 25 september 2018 | Actief |                     | Scouting Nederland Studentenscouting Nederland |          |            |

## Vlissingen
| Vereniging    | Oprichtingsdatum | Status | Doelgroep/Instituut               | Koepelorganisatie/Netwerk | Ledental | Afbeelding |
| ------------- | ---------------- | ------ | --------------------------------- | ------------------------- | -------- | ---------- |
| Aqua ad Vinum | 31 mei 2001      | Actief | HZ University of Applied Sciences |                           | 200      |            |
| Marum Bibio   | april 2005       | Actief | HZ University of Applied Sciences |                           | 60       |            |

## Wageningen
| Vereniging                                      | Oprichtingsdatum | Status | Doelgroep/Instituut                                                 | Koepelorganisatie/Netwerk                                                                | Ledental | Afbeelding |
| ----------------------------------------------- | ---------------- | ------ | ------------------------------------------------------------------- | ---------------------------------------------------------------------------------------- | -------- | ---------- |
| Brabants Studenten Gilde                        | 1926             | Actief |                                                                     |                                                                                          | 55       |            |
| W.S.V. Ceres                                    | 20 oktober 1878  | Actief |                                                                     | Algemene Senaten Vergadering Landelijke Kamer van Verenigingen Contractus Wageningen     | 700      |            |
| Franciscus Xaverius                             | 7 november 1910  | Actief |                                                                     | Aller Heiligen Convent Landelijke Kamer van Verenigingen Contractus Wageningen           | 800      |            |
| 't Noaberschop                                  | 13 december 1973 | Actief |                                                                     |                                                                                          | 50       |            |
| D.L.V. Nji-Sri                                  | 12 november 1904 | Actief |                                                                     | Nationaal Agrarisch Verenigingen Overleg                                                 | 180      |            |
| SSR-W                                           | 6 november 1931  | Actief |                                                                     | Federatie van Unitates en Bonden Landelijke Kamer van Verenigingen Contractus Wageningen | 700      |            |
| Unitas                                          | 27 februari 1935 | Actief |                                                                     | Contractus Wageningen                                                                    | 320      |            |
| Wageningsk Studinte Selskip foar Fryske Stúdzje | 23 januari 1930  | Actief |                                                                     | Federaasje fan Fryske Studinteferienings                                                 |          |            |
| Yggdrasilstam                                   | november 1983    | Actief | Studerende scouts                                                   | Scouting Nederland Studentenscouting Nederland                                           | 35       |            |
| WSG Paragon                                     | november 2017    | Actief | Studenten die houden van bord-, kaart-, rollen-, of computerspellen | Nederlandse Bond voor Studenten Esports                                                  | 110      |            |

## Zaandam
| Vereniging | Oprichtingsdatum | Status | Doelgroep/Instituut               | Koepelorganisatie/Netwerk | Ledental | Afbeelding |
| ---------- | ---------------- | ------ | --------------------------------- | ------------------------- | -------- | ---------- |
| ZSV        | 20 maart 1949    | Actief | Universitaire en H.B.O.-studenten |                           | 30       |            |

## Zwolle
| Vereniging       | Oprichtingsdatum  | Status | Doelgroep/Instituut                | Koepelorganisatie/Netwerk | Ledental | Afbeelding |
| ---------------- | ----------------- | ------ | ---------------------------------- | ------------------------- | -------- | ---------- |
| Gumbo Millennium | 19 september 1991 | Actief | Alle Zwolse studenten / Windesheim | SOOZ                      | 260      |            |
| Oikos Nomos      | 25 augustus 1975  | Actief | Windesheim                         |                           | 250      |            |
| ZHTC             | 21 November 1952  | Actief | Zwolse Techniek Studenten          |                           |          |            |